# Ludwig Hager

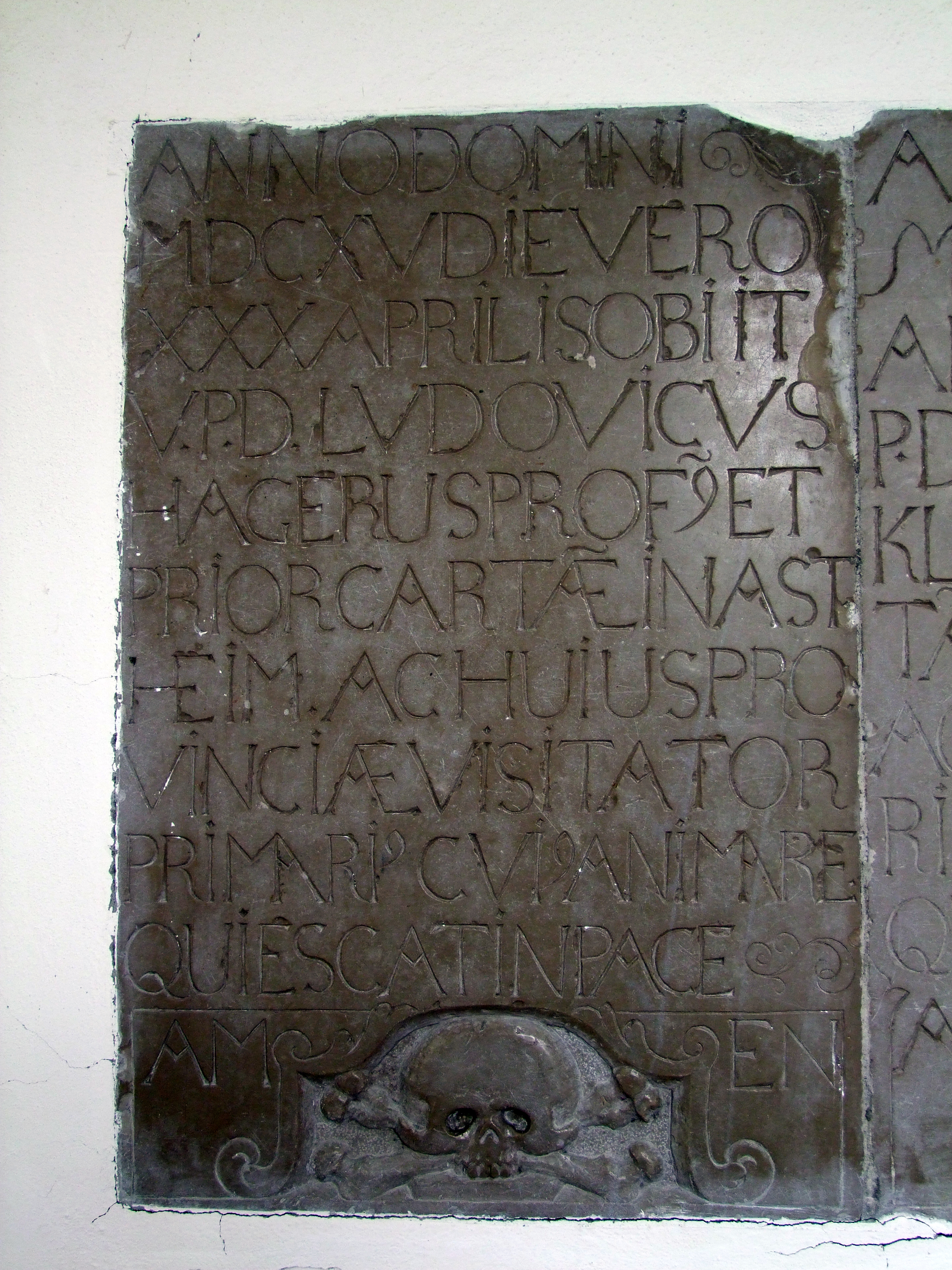
Epitaph des Ludwig Hager in der Klosterkirche in Buxheim

Ludwig Hager (auch Ludovicus Hagerus; * in Überlingen; † 19. Apriljul. / 29. April 1615greg. in der Kartause Buxheim) war von 1594 bis 1615 Prior des Kartäuserklosters im fränkischen Astheim.

## Das Kloster vor Hager
Die in der Mitte des 16. Jahrhunderts voll einsetzende Reformation traf den vom Deutschen Bauernkrieg bereits geschwächten Konvent von Astheim stark. Der Nachwuchs blieb aus, gleichzeitig verließen immer wieder Mönche die Gemeinschaft, um sich dem neuen Glauben anzuschließen. In den 1570er Jahren gelang es dem Vorgänger Hagers, Johannes V. Haupt, immerhin die Klostergebäude in Astheim zu erneuern und mit der Johanniskapelle eine neue Grablege für die Prioren zu errichten.

## Leben
Ludwig Hager wurde im 16. Jahrhundert in der Bodenseestadt Überlingen geboren, die zu diesem Zeitpunkt katholische Reichsstadt war. Über die Familie des späteren Priors schweigen die Quellen, wahrscheinlich besuchte Hager die Lateinschule in seiner Geburtsstadt. Unklar ist auch, wie Hager ins fränkische Astheim gelangte. Er legte hier seine Profess ab und wurde bald darauf Prokurator in dem kleinen Konvent. 1594 ernannte man ihn zum Prior und damit zum Vorsteher der Gemeinschaft.
Schnell erarbeitete sich Hager einen Ruf als frommer, kluger Mann. Er nahm den Würzburger und Bamberger Fürstbischof Johann Gottfried von Aschhausen in eine Gebetsverbrüderung seines Ordens auf und erhielt im Gegenzug einen Konfirmations-, Schutz- und Freibrief für seine Kartause. Außerdem nahm er den Schriftsteller Hilarion Danichius in den Konvent auf, der später zum Prior der Kartause Gaming ernannt werden sollte. Ab 1606 engagierte sich Hager auch zunehmend innerhalb des Ordens. Er wurde zunächst zum Konvisitator, später Visitator der niederdeutschen Provinz.
In dieser Funktion besuchte Ludwig Hager auch immer wieder andere süddeutsche Klöster seines Ordens. So weilte er nach 1606 in Tückelhausen und infizierte sich hier mit der grassierenden Pest oder einer anderen Krankheit. So erkrankt zog er zu den Brüdern nach Würzburg in die Kartause Engelgarten und gesundete bald. Im April 1615 reiste er nach Buxheim und visitierte die dortige Niederlassung. Hier starb er überraschend am 29. April und wurde in der dortigen Klosterkirche vor dem Altar der heiligen Apostel beigesetzt. Der heute noch vorhandene Grabstein vermerkt wohl den Tag der Grablege, den 30. April.